# Xã Augsburg, Quận Marshall, Minnesota
Xã Augsburg (tiếng Anh: Augsburg Township) là một xã thuộc quận Marshall, tiểu bang Minnesota, Hoa Kỳ. Năm 2010, dân số của xã này là 74 người.